# منزل الشيخ باقر عربشاهي
منزل الشيخ باقر عربشاهي (بالفارسية: خانه شیخ باقرعربشاهی) هو منزل تاريخي يعود إلى عصر القاجاريون، ويقع في كهك.